# 莎伦·沃尔什
莎伦·沃尔什-阿诺德（英語：Sharon Walsh-Arnold，生名沃尔什（Walsh），1952年2月24日—），美国女子网球运动员。她曾获得1979年澳大利亚网球公开赛女子单打亚军，及1982年美国网球公开赛女子双打亚军。